# Theophilus Ebenhaezer Dönges
Theophilus Ebenhaezer Eben Dönges (Klerksdorp, 8 marzo 1898 – Città del Capo, 10 gennaio 1968) è stato un politico sudafricano, Primo ministro ad interim dal 6 al 13 settembre 1966 e Presidente eletto del Paese, senza tuttavia ricoprire tale incarico a causa del sopravvenuto decesso. Di orientamento nazionalista, fu Ministro dell'Interno e delle Finanze nei governi nazionalisti dell'apartheid a partire dal 1948.

## Biografia
Theophilus Ebenhaezer Dönges, afrikaner, nacque nel Transvaal l'8 marzo 1898, secondo figlio di un pastore di origine tedesca e olandese. Svolse i suoi studi a Stellenbosch, ottenendo un dottorato in diritto all'Università di Londra nel 1925. Egli è stato uno dei membri storici del Partito Nazionale, al governo nel paese ininterrottamente dal 1948 al 1994. Eletto deputato nelle file di tale partito nel 1941, egli succedette nel 1948 a Daniel François Malan, eletto Primo Ministro, alla direzione del partito nella Provincia del Capo.
Nel governo Malan fu nominato subito Ministro dell'Interno, con delega, tra l'altro all'Immigrazione, divenendo uno degli artefici di quelle numerose leggi che diedero luogo all'apartheid, fra le quali il Group Area Act. Egli fu uno dei cosiddetti architetti dell'apartheid, introducendo tra l'altro la registrazione della popolazione sudafricana in base alla razza e la cancellazione dei votanti Cape Coloured dai registri elettorali generali, preludio alla privazione, del tutto, dei loro diritti civili ed elettorali.
Dal 1961 al 1967 fu Ministro delle finanze. Dönges svolse anche la funzione di Primo Ministro ad interim dal 6 settembre (data della morte di Hendrik Frensch Verwoerd) al 13 settembre 1966 (data dell'entrata in carica del nuovo premier Balthazar Johannes Vorster). Nel 1967 fu eletto Presidente del Sudafrica per succedere a Charles Robberts Swart, ma subì un colpo apoplettico e cadde subito in coma prima di entrare effettivamente in carica. Morì il 10 gennaio 1968, senza aver ripreso più conoscenza. Fino alla sua morte la carica fu tenuta ad interim da Jozua François Naudé. Egli ricevette comunque onori postumi garantiti ad un ex Presidente, come i funerali di stato e la sua effigie sulle monete dell'anno seguente.